# 法官镇
法官镇，是中华人民共和国陕西省商洛市山阳县下辖的一个乡镇级行政单位。
2015年，陕西省民政厅批复同意将法官镇的碥头溪、石窑子、僧道关、铜塔沟4个村划归天竺山镇。

## 行政区划
法官镇下辖以下地区：
姚湾村、大寺庙村、法官庙村、花庙子村、五里坡村、两岔口村和黄家店村。